# ČSA 312.001
Die ČSA 312.001 war eine dreifachgekuppelte Tenderlokomotive der Tschechoslowakischen Armee (ČSA).

## Geschichte
Gebaut wurde die 312.001 im Jahr 1924 nach einer Bestellung des tschechoslowakischen Verteidigungsministeriums für die Zwecke der Tschechoslowakischen Armee von První česko-moravská in Prag mit der Fabriknummer 942. Verwendet wurde sie vom Eisenbahnregiment Pardubice (Železniční pluk Pardubice). Im Jahr 1938 wurde sie entsprechend dem ČSD-Nummernschema für Privatbahnlokomotiven in 312.901 umgezeichnet.
Am 2. November 1965 erwarb die ČSD die Lokomotive von der Tschechoslowakischen Volksarmee, um sie fortan im Depot Nymburk als Werklokomotive einzusetzen. Am 5. November 1969 wurde sie dort ausgemustert.

## Technische Merkmale
Der Kessel der Lokomotive war höher gelegen als bei der Reihe 310.0. Dadurch war er aber nicht leistungsfähiger. Die Heizfläche war ein klein wenig größer als bei der Reihe 310.0. Der Rahmen der Maschine diente gleichzeitig als Wasserwanne mit einem beträchtlichen Umfang (6,3 m³). Die Dampfmaschine war eine Zweizylindermaschine, sie hatte eine Heusinger-Steuerung, hatte schon Kolbenschieber, arbeitete aber noch mit Nassdampf. Alle drei Achsen waren im Rahmen fest gelagert, die dritte Achse war die Treibachse.